# يويتشي سونودا
يويتشي سونودا (باليابانية: 園田 勇一) (مواليد 27 أبريل 1975)، هو لاعب كرة قدم سابق كان يلعب كمهاجم.